# Adolfas
Adolfas ist ein männlicher Vorname. Er ist die litauische Variante des Namens Adolf.

## Namensträger
- Adolfas Aleksejūnas (* 1937), sowjetischer Leichtathlet
- Adolfas Antanas Balutis (* 1942), litauischer Bauingenieur und Politiker
- Adolfas Brėskis (1938–2016), litauischer Ingenieur und Mechaniker
- Adolfas Jucys (1904–1974), litauischer Mathematiker
- Adolfas Mekas (1925–2011), litauischer Filmregisseur
- Adolfas Ramanauskas-Vanagas (1918–1957), Resistent, Partisanenführer, Brigadegeneral
- Adolfas Šleževičius (1948–2022), Unternehmer und Politiker

Zwischenname
- Gediminas Adolfas Paviržis (1941–2022), litauischer Politiker
- Vytautas Adolfas Puplauskas (*  1930), litauischer Politiker